# Altstätten
Altstätten est une commune suisse du canton de Saint-Gall (circonscription électorale de Rheintal) au pied des monts d'Appenzell.

## Géographie

Photo aérienne prise à 100 m par Walter Mittelholzer (1922).

Altstätten mesure 39,49 km2.
Plus grande commune de la vallée du Rhin, Altstätten est le centre médical et scolaire de la région.

## Démographie
Altstätten compte 12 278 habitants au 31 décembre 2022. Sa densité de population atteint 311 hab/km2,.

## Histoire
Le nom d’Altstätten est mentionné pour la première fois en 853. La cité, fortifiée au XIIIe siècle pour servir de base militaire au couvent de Saint-Gall, a été élevée au rang de ville en 1298. La ville fut incendiée en 1410.
Cette ville fut ruinée par le siège qu'elle eut à soutenir contre les Autrichiens en 1419.

## Culture et patrimoine

### Héraldique
| Blason | Blasonnement : D'or à l'ours passant de sable surmonté d'une étoile de gueules. |

### Monuments et curiosités
- Des pignons fortement inclinés et incurvés caractérisent les maisons qui pour la plupart remontent au XVIIIe s.
- Arcades continues au-dessus du niveau de la rue, particulièrement dans la Marktgasse
- L'église paroissiale Saint-Nicolas, mentionnée pour la première fois en 1303, fut reconstruite en 1909-1910 dans le style néo-classique.
- L'église réformée de style néo-gothique fut construite en 1904-1906 par Paul Reber.
- L'église du Bon-Pasteur (Gut-Hirt-Kirche) est une construction nouvelle de 1966 des architectes Baumgartner et Bächtold. À l’intérieur, on y trouve des reliefs muraux de Coghuf ainsi qu'un moulage de Silvio Mattioli.
- L'Hôtel de Ville est une nouvelle construction de 1959-1960 par l'architecte Hans Burkhard.
- Reburg baroque, reconstruit en 1772 par Johann Jakob Haltiner.
- Prestegg, dans l'Obergasse, édifié en 1488 pour servir de résidence seigneuriale au ministériel de Saint-Gall von Rappenstein. (aujourd'hui musée historique avec collections régionales). L'aile sud date de 1788, l'aile nord fut reconstruite en 1867.
- Frauenhof construit dans la seconde moitié du XVe siècle, très remanié.
- La chapelle Saint-Placide fut bâtie en 1646 par le couvent de Saint-Gall. Elle contient un petit sanctuaire sans chœur surmonté d’un lanternon. Des quatre portes d'origine seule l'Untertor (porte inférieure) de l'Engelplatz subsiste ; elle doit son aspect actuel aux remaniements de 1823.
- Le couvent de Capucines de Notre-Dame-de-Bon-Secours (Maria-Hilf) est situé à l'extérieur sud de la ville. Consacré en 1616, agrandi en 1733-1734, son église fut remaniée en 1966. À l'intérieur Pietà gothique (1350-1370) et vitraux de Ferdinand Gehr (1966). L'horloge de l'église date de 1544 et est attribuée au maître-horloger winterthourois Laurentius Liechti.
- Forstkapelle (chapelle des Forêts) du bas Moyen Âge sur une colline au sud de la localité (vue sur la plaine de la vallée du Rhin) avec vitraux de Ferdinand Gehr (1963).
- Château-fort de Neu-Altstätten, mentionné en 1388, reconstruit après avoir été détruit en 1404[4].

### Manifestations
- Marché de la Chandeleur, premier jeudi de février
- Dimanche de Carnaval : cortège des Röllelibutzen

## Transports
- Autoroute A13 St. Margrethen - Bellinzone, sorties 2 et 5
- Ligne ferroviaire CFF Saint-Gall-Coire, à 39 km de Saint-Gall et à 68 km de Coire
- Ligne ferroviaire Altstätten-Gais-Saint-Gall de la compagnie Appenzeller Bahnen
- Ligne de bus pour Heerbrugg
- Ligne de bus pour Buchs

## Sports
- FC Altstätten

## Personnalités
- Meinrad Eugster (1848-1925), vénérable bénédictin, né à Gätziberg.
- Paul Baumgartner (1903-1976), pianiste né à Altstätten.
- Gardi Hutter (1953- ), clown et humoriste née à Altstätten.
- Stefan Meierhans (1968-), surveillant des prix, née à Altstätten

### Source partielle
Marie-Nicolas Bouillet  et Alexis Chassang (dir.), « Altstätten » dans Dictionnaire universel d’histoire et de géographie, 1878 (lire sur Wikisource)